# Germiyan
Germiyan est une principauté ou beylicat (émirat) qui s'est établie en Anatolie à la fin du sultanat seldjoukide de Roum. Elle tient son nom de l'une des principales dynasties turcomanes, les Germiyanides,. Les sources historiques donnent souvent l'année 1283 comme date de fondation de cette principauté. Elle remonte quoi qu'il en soit à la seconde partie de l'époque des beylicats d'Anatolie.

## Histoire
Les Germiyanides sont probablement issus d’une tribu oghouze de la branche des Afşar. Sous la poussée des Mongols, la tribu aurait quitté la région du Fars et du Kerman, peut-être en même temps que le dernier Chah du Khwarezm (Khwârazm-Shahs) Jalâl al-Dîn. En 1231, à la mort de ce dernier, les Germiyanides sont alors signalés en Anatolie aux environs de Malatya. Ils ont probablement dû émigrer vers la région de Kütahya, toujours sous la pression des Mongols. Ils parviennent à conquérir leur indépendance à l’égard du dernier sultan seldjoukide de Roum Ghiyâth al-Dîn Masud II et des Mongols.

### Kerimeddin Alişîr
En 1264, le fondateur de la dynastie Kerimeddin Alişîr « Le « Karmanos Alisourios » de Grégoras, l’« Alisuras » de Pachymère,. » décède et laisse la place à son fils Yakub Ier.

### YakubIer
En 1286, les Germiyanides prennent possession de territoires à l’ouest de ceux qui sont sous la domination Seldjoukide et Ilkhanides. Le Seldjoukide Masud II attaque les Germiyanides avec une armée composée de Mongols et de Seldjoukides. Après une victoire il est repoussé et mis en déroute. Il revient à l’attaque l’année suivante. Il est victorieux, mais dès qu’il entame son repli les Germiyanides le harcèlent. Les deux belligérants cherchent un accord, mais les combats continuent jusqu’en 1290. Plus tard, en 1299, un accord est trouvé avec les Seldjoukides, à vrai dire avec leurs suzerains les Ilkhanides : Ankara devient une possession des Germiyanides qui prennent le titre de bey. Les Germiyanides devenus libres sur leur frontière à l’Est, vont s’attaquer à l’empire byzantin à l’Ouest pour agrandir leurs territoires à ses dépens.
Vers 1308, Aydınoğlu Mehmed, officier germiyanides conquiert Birgi, il prend son indépendance. Birgi devient la capitale de l’émirat d'Aydın. Il prend le titre de Mubarizalsîn Gazi Mehmed.
Vers 1313, Saruhan, un autre commandant germiyanide installe sa propre dynastie des Saruhanides en Lydie avec pour capitale Magnésie du Sipyle (actuelle Manisa).
L’année suivante Chupan (en turc : Çoban), représentant du dernier grand Ilkhan de Perse Abu Saïd Bahadur, envahit l’Anatolie avec une puissante armée mongole. Les Germiyanides ainsi que leurs vassaux vont à sa rencontre pour faire allégeance.
La principauté de Germiyan devient la deuxième puissance régionale avec la principauté de Karaman. Plusieurs beylicats reconnaissent sa suzeraineté, et même les Byzantins lui versent un tribut. Les beys d’Aydın, de Ladik (Denizli), de Karasi et sans doute aussi ceux de Saruhan sont vassaux des Germiyanides. Les fondateurs de ces principautés sont des émirs germiyanides. Les descendants de Sahip Ata qui règnent à Afyonkarahisar, sont contraints de se soumettre aux Germiyanides pour conserver un peu d’autonomie. Les Hamidides de Pisidie se rallient aux Germiyanides pour se protéger des Karamanides. À cette époque les Byzantins considèrent le beylicat de Germiyan comme le plus puissant d’Anatolie.
Les émirats de Karaman et de Germiyan prétendent l’un et l'autre à l'héritage des Seldjoukides et veulent tous deux instaurer un État régulier capable de soumettre les ghazis (barons et chevaliers musulmans, frontaliers des marches byzantines). Les princes de Germiyan refusent eux-mêmes de s’intituler ghazis, mais ils essayent de mettre un peu d'ordre parmi leurs nombreux vassaux ghazis, la plupart étant à l'origine des chefs militaires de l'émirat de Germiyan.

### Mehmed
1325-1360

### Süleyman Şah
Dès 1360, les princes de Germiyan voient leurs anciens vassaux fonder à leur tour des émirats, souvent côtiers, privant l'émirat de Germiyan d'accès à la Mer Égée. Dès lors, sa propre puissance décline.
Le début du règne de Süleyman Şah Adil est paisible. Il se range au côté d’Ilyas, bey des Hamidides dans ses combats contre les Karamanides, ce qui l’entraîne à l’affrontement avec ces Karamanides. Dans cette situation, Süleyman se rapproche des Ottomans. En 1378, il donne sa fille Devlet (ou Dawla) en mariage avec Bayezid héritier présomptif du sultan ottoman Murad Ier. En 1381, Kütahya, Simav and Tavşanli sont donnés aux ottomans au titre de la dot de Devlet. Les Germiyanides se replient sur Kula. Bayezid s’installe à Kütahya et devient le représentant des intérêts ottomans dans l’est de l’Anatolie. Il s’illustre dans de rapides campagnes d’où son surnom de Yıldırım (La foudre). Il remporte une victoire contre les Karamanides en 1386.

### Yakub II
Dès 1389, les princes turcs de l'Anatolie, notamment ceux des deux grands émirats de Germiyan et de Karaman, commencèrent à se rebeller contre l'ambitieuse dynastie ottomane. Cette année-là Bayezid Ier devient sultan après la mort de son père Murad Ier à la bataille de Kosovo.
En 1390, le sultan ottoman Bayezid Ier réussit, par la dot de son mariage avec la princesse Devlet de Germiyan, à annexer le vaste territoire des princes de Germiyan. De son union avec Devlet de Germiyan, Bayezid Ier aura un fils, Mehmed, qui lui succédera sur le trône ottoman sous le titre de Mehmed Ier.
Une seconde chance est cependant saisie par Yakub II, lorsque Tamerlan lui restitue des territoires après sa victoire à la bataille d'Ankara en 1402. Une alliance fructueuse avec les Ottomans lui permet de les défendre contre les ambitions des Karamanides et de les conserver ensuite sous la protection de Mehmet Ier puis de Murad II.
Après 1425, Yakub II se marie à une fille du sultan ottoman Mehmed Ier. En 1429, après la mort de Yakub II, le beylicat des Germiyanides tombe complètement sous la domination ottomane.

## Héritage
La dynastie de Germiyan est encore reconnue en Turquie comme une dynastie de vrais princes turcs dans leurs manières et leurs traditions, a contrario des souverains ottomans qui auraient délaissé leurs origines au profit des apports culturels européens, persans et arabes. Mais par leur mariage avec les sultans ottomans, les princes de Germiyan ont paradoxalement fait de leurs descendants les héritiers de leurs prestigieux rivaux ottomans.

## Le témoignage d'Ibn Battûta
Lors d'un de ses nombreux voyages, Ibn Battûta évoque son trajet en Asie Mineure, alors occupée par les émirats turcomans. Il dit redouter les « brigands djermiyan », réputés pour leur agressivité. Dans son introduction aux voyages d'Ibn Battûta, Stéphane Yérasimos nuance fortement le point de vue du grand voyageur arabe : « Les Germiyanoglu n'étaient pas plus brigands que les autres, puisqu'ils formaient, eux aussi, un émirat, le seul qu'Ibn Battûta dit ne pas avoir visité. »
Stéphane Yérasimos rappelle néanmoins de l'émirat de Germiyan que « sa puissance et son agressivité, également attestée par d'autres sources, sont probablement à l'origine de sa réputation rapportée par Ibn Battûta. ». Il confirme enfin que l'encerclement et l'absence de débouchés maritimes ont condamné irrémédiablement l'émirat de Germiyan à l'inactivité et donc au déclin. Mais Stéphane Yérasimos indique qu'Ibn Battûta, à son arrivée à Lâdik (l'antique Laodicée du Lycos près de l'actuelle Denizli), a rencontré « un souverain de la famille des Germiyanoglu auquel il ne trouve rien à reprocher. »

## La dynastie

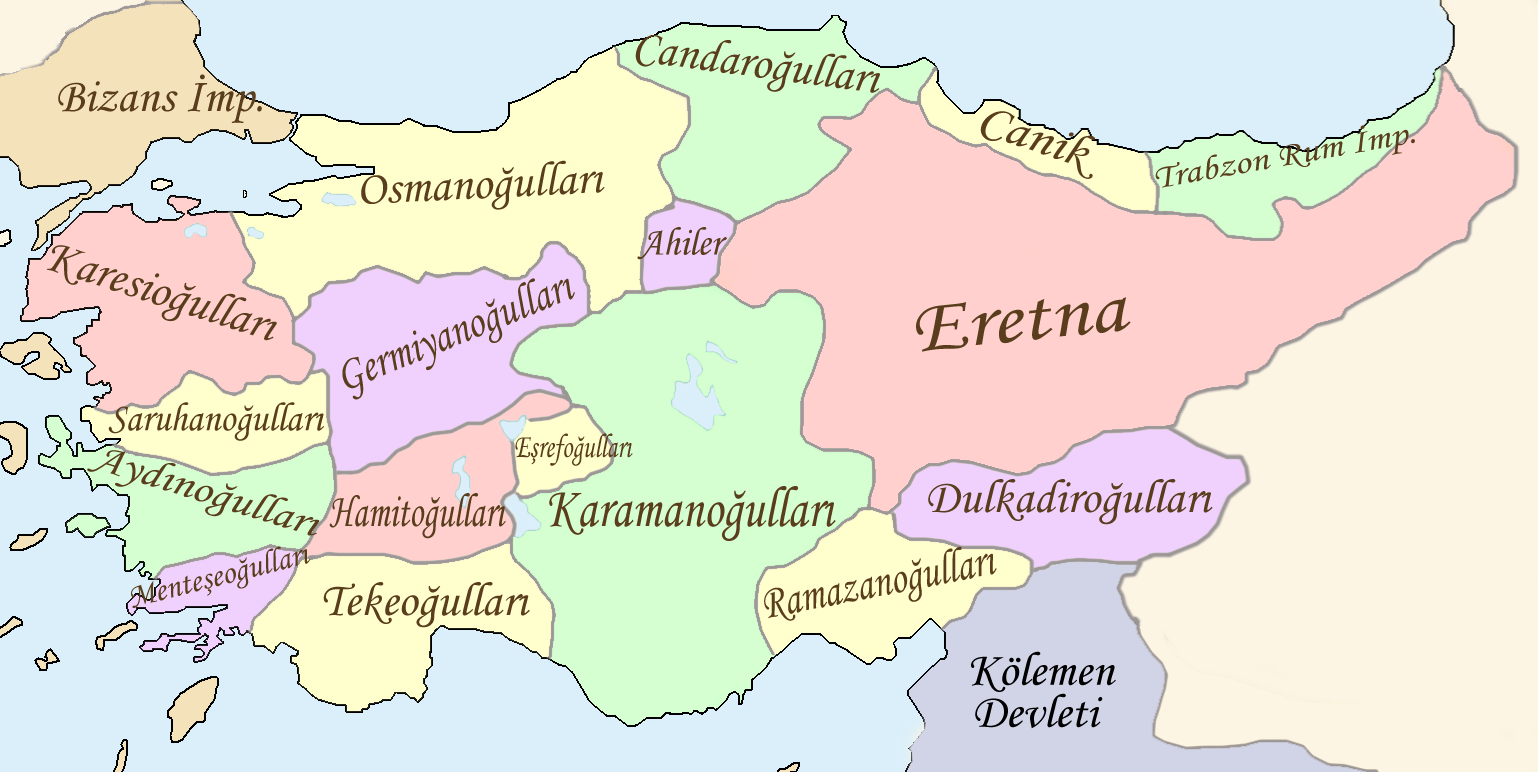
Carte des beylicats d’Anatolie formés après la Bataille de Köse Dağ (26 juin 1243)

| Dates     | Nom                                                                               | Nom turc                                                                          | Fils de                                                                           |                                                                                   |
| --------- | --------------------------------------------------------------------------------- | --------------------------------------------------------------------------------- | --------------------------------------------------------------------------------- | --------------------------------------------------------------------------------- |
| 1260-1264 | Karîm al-Dîn ʾAlî Şîr                                                             | Kerimeddin Alişîr                                                                 |                                                                                   | Fondateur de la dynastie.                                                         |
| 1264-1325 |                                                                                   | Yakub Ier                                                                         | Alişîr                                                                            |                                                                                   |
| 1325-1360 |                                                                                   | Mehmed                                                                            |                                                                                   |                                                                                   |
| 1360-1387 | Damad Sulayman Shah Âdil                                                          | Süleyman Şah (Âdil)                                                               |                                                                                   | Marié avec la fille du sultan ottoman Mehmed Ier                                  |
| 1387-1390 |                                                                                   | Yakub II                                                                          | Süleyman Şah                                                                      |                                                                                   |
| 1390-1402 | Annexion à l’empire ottoman par mariage de la fille de Yakub II avec Bayezid Ier. | Annexion à l’empire ottoman par mariage de la fille de Yakub II avec Bayezid Ier. | Annexion à l’empire ottoman par mariage de la fille de Yakub II avec Bayezid Ier. | Annexion à l’empire ottoman par mariage de la fille de Yakub II avec Bayezid Ier. |
| 1402-1429 |                                                                                   | Yakub II                                                                          | Süleyman Şah                                                                      | Restauré par Tamerlan.                                                            |
| 1429      | Annexion définitive à l’empire ottoman.                                           | Annexion définitive à l’empire ottoman.                                           | Annexion définitive à l’empire ottoman.                                           | Annexion définitive à l’empire ottoman.                                           |